# Corpo d’armata “Ciamuria”
Corpo d’armata “Ciamuria” (italienisch für Armeekorps „Ciamuria“) war ein Korps des Königlich-Italienischen Heeres im Zweiten Weltkrieg.

## Geschichte
Das Armeekorps wurde am 21. Oktober 1940 in Albanien in Vorbereitung auf den italienischen Angriff auf Griechenland aufgestellt. Benannt wurde das Korps nach der zwischen Südalbanien und Nordwestgriechenland liegenden Küstenregion Çamëria (ital. Ciamuria). Der Name spielte auf die bereits seit August 1940 von Mussolini gehegten Ansprüche auf die griechischen Teile der Region Ciamuria an. General Carlo Geloso hatte schon im Juli 1940 Pläne zur Invasion ausgearbeitet. Sie basierten im Stile der Irredentabewegung auf der Idee, die albanische Minderheit der Çamen im griechischen Teil der Grenzregion zu befreien.
Das von General Carlo Rossi befehligte Korps Ciamuria wurde aus Truppen zusammengestellt, die dem Truppenoberkommando Albanien und dem XXVI. Korps unterstanden. Es war neben der 3. Alpini-Division “Julia” und der „Küstengruppe“ (ital. Raggruppamento Litorale) den italienischen Invasionstruppen im Abschnitt Epirus zugewiesen. Dem eine Woche vor Kriegsbeginn schnell aufgestellten Korps, das den Hauptstoß des Angriffes ausführen sollte, fehlte der taktisch-organisatorische Unterbau mit eigenen Artillerie-, Nachschub-, Verbindungs- und Reserveeinheiten.
Am Abend des 27. Oktobers war der Aufmarsch des Korps beendet. Es stand im Bereich des Vjosa-Tals und sollte in südlicher Richtung in drei Angriffskolonnen auf Kalpaki vorstoßen. Am Morgen des 28. Oktobers überschritten die Angriffsspitzen des Korps die griechisch-albanische Grenze. Bis zum 2. November konnten das Korps 25 bis 30 Kilometer weit nach Griechenland vordringen. An der von der griechischen Armee am Kalamas errichteten Widerstandslinie blieb der Angriff stecken. Schlechte Wetterbedingungen, mangelnder Nachschub, fehlende Nachrichtenverbindungen und unzureichende Luftunterstützung taten ein Übriges. In der Schlacht von Elaia–Kalamas konnte die griechische 8. Infanterie-Division die italienischen Angriffe bis zum Abbruch der italienischen Offensive erfolgreich abwehren. Der Division Siena gelang es zwar den Kalamas am 5. November zu überwinden und kleinere Brückenköpfe zu errichten, aber die italienische Offensive war bereits erschöpft. Am 6. wurde dem Korps der Befehl zum Abbruch der Offensive und zum Halten der erreichten Positionen ausgegeben.
Nach der Umstrukturierung der abgekämpften italienischen Streitkräfte in Albanien am 9. November wurde das Armeekorps „Ciamuria“ der neu aufgestellten 11. Armee unterstellt, die mit der 9. Armee die neue Heeresgruppe Albanien unter dem Oberbefehl von Armeegeneral Ubaldo Soddu bildete.
Bis zum 14. November konnten alle lokal begrenzten griechischen Gegenangriffe abgewehrt werden. Mit Beginn der griechischen Gegenoffensive begann der Druck auf den vom Korps gehaltenen Frontabschnitt stärker zu werden. Am 15. November befahl Oberbefehlshaber Soddu die schrittweise Zurücknahme des Korps. Zwei Tage später, am 17. November 1940 wurde das Armeekorps „Ciamuria“ in XXV. Armeekorps umbenannt.

## Befehlshaber
- Generale di Divisione Carlo Rossi

## Unterstellung und Gliederung

### Unterstellung
- Oktober 1940
  - Comando Superiore Truppe Albania
- November 1940
  - 11. Armee

Quelle

### Gliederung
- 23. Infanterie-Division „Ferrara“ (Generale Zannini)
- 51. Infanterie-Division „Siena“ (Generale Gabutti)
- 131. Panzer-Division „Centauro“ (Generale Magli)